# Marie-Catherine Brignole
 (octobre 2014).
Si vous disposez d'ouvrages ou d'articles de référence ou si vous connaissez des sites web de qualité traitant du thème abordé ici, merci de compléter l'article en donnant les références utiles à sa vérifiabilité et en les liant à la section « Notes et références ».
Pour les autres membres de la famille, voir Famille Brignole.
Pour les articles homonymes, voir Brignole et Maria Brignole.
Titres
Princesse consort de Monaco
5 juillet 1757 – 9 janvier 1771
(13 ans, 6 mois et 4 jours)
Princesse de Condé
Marie-Catherine Brignole, née le 7 octobre 1737 à Gênes et morte le 18 mars 1813 à Wimbledon, est une princesse de Monaco par son mariage avec le prince Honoré III en 1757 et une princesse de Condé par son remariage avec Louis Joseph de Bourbon en 1798.

## Biographie
Fille unique du marquis Giuseppe Brignole et de la marquise Anna Balbi, Marie-Catherine appartient à l'une des plus puissantes familles de l'oligarchie génoise (cf. famille Brignole) et l'une des plus riches d'Italie. Sa famille compta quatre doges, parmi lesquelles figurent deux de ses oncles. La jeune Marie-Catherine passe sa jeunesse à Gênes dans le palais familial, avant de suivre ses parents à la cour de France. C'est une jeune femme d'une immense beauté qui grandit là, à tel point que son historien, le comte de Ségur, dira d'elle qu'elle était alors « la plus belle femme de France ».
Enfin, le marquis Brignole Sale obtient la charge d'ambassadeur de la république de Gênes en France et passe ainsi de nombreux moments à la cour de Versailles, avec son épouse. C'est lors de ces moments, que naît la relation adultère de la marquise Anna avec le prince de Monaco, Honoré III. Et, en 1755, à l'âge de dix-huit ans, Marie-Catherine accompagne ses parents à Versailles pour y être présentée au roi et à la cour. Elle est aussitôt remarquée tant par le prince de Monaco que par le jeune Louis Joseph de Bourbon. Lors de ce séjour, Marie-Catherine et sa mère fréquentent assidûment les cercles philosophiques de Madame Geoffrin et de Madame du Deffand. Parlant et écrivant le français à la perfection, femmes d'une immense beauté, sa mère et elle jouissent d'un grand prestige à la Cour et dans les salons philosophiques.
L'amant de sa mère, Honoré III, de vingt ans son aîné, entreprend de lui faire sa cour afin de l'épouser. Ce prince, volage, antipathique et même effrayant selon certains de ses familiers, avait refusé plusieurs propositions très prestigieuses de la cour de Versailles, dont la main de la fille du très influent duc de Bouillon. Subjugué par la grande beauté de Marie-Catherine, ce personnage influent et expert dans les choses de l'amour se ligue avec sa maîtresse pour organiser le mariage. La jeune Marie-Catherine ne peut alors que tomber amoureuse d'un tel homme.
Cependant, le marquis Brignole Sale oppose aux jeunes gens son refus catégorique. En effet, le prince de Monaco lui est profondément antipathique, par son caractère, par le fait qu'il est l'amant de sa femme (le prince s'installe même plusieurs mois durant au Palazzo Rosso pour négocier le mariage et vivre son idylle avec Anna Balbi, sous les yeux de son époux !), mais aussi car il a conscience que le prince, passablement dépensier et endetté, a l'espoir de mettre la main sur une dot considérable et à terme sur l'une des plus grosses fortunes d'Europe. Pressé par sa femme d'une manière constante, le marquis décide rapidement de ne plus avoir affaire avec elle et choisit la fuite plutôt que d'imposer sa décision.
Face à cela et deux années durant, la marquise Brignole Sale met toutes ses relations françaises et toute son éloquence en œuvre afin de convaincre son époux à la résolution de cette union. En dernier recours, la marquise de Pompadour elle-même s'entremet de bon cœur et elle obtient même que le roi Louis XV en personne, annonce qu'il est extrêmement favorable à cette union ! Dès lors, la scène de ménage devient une affaire d'État et le marquis  Brignole Sale réplique en proposant au Minor Consiglio (organe décisionnel de la République) d'interdire ce mariage afin d'écarter tout risque de voir la fortune des Brignole quitter l'État. Le mariage n'est finalement pas interdit, le marquis, après cet ultime échec, décide de déposer les armes.

### Princesse de Monaco

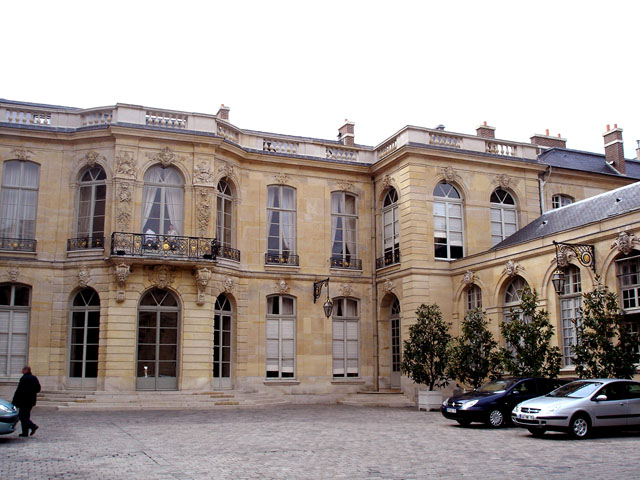
Le perron de Matignon qui fut pendant longtemps l'hôtel Galliera et où vécurent deux Brignole Sale, Marie-Catherine (1737-1813), princesse de Monaco puis de Condé et sa petite-nièce Maria Brignole Sale (1812-1888), duchesse de Galliera.

Enfin, Giuseppe Brignole se laissa convaincre et Maria Caterina put épouser le 5 juillet 1757 l'ancien amant de sa mère, le prince Honoré III (1720-1795), à qui elle apportait une dot colossale. En épousant le souverain d'une principauté indépendante, Maria Caterina se hissait au sommet des honneurs et du prestige.
La mariée devait arriver par la mer accompagnée des plus grands seigneurs de Gênes. Arrivés devant le rocher, les navires, salués par les canons et les tirs de la garde du prince, jetèrent l'ancre et de longues minutes s'écoulèrent sans que rien se produisît. Enfin, on envoya à Honoré un messager lui demandant de bien vouloir venir chercher sa promise à bord du navire. Honoré, outré, répondit qu'un prince souverain n'avait pas à se déplacer mais que c'était plutôt à Maria de débarquer et de venir à lui. Quand la réponse fut communiquée aux Génois, ces fiers républicains rétorquèrent que Maria appartenait à la première famille de la République et que ce n'était pas à la descendante de nombreux doges de se déplacer. La situation fut bloquée et la mer se leva. Toutes les grandes dames génoises souffrirent le martyre jusqu'à ce que, après plusieurs jours, on trouve enfin un arrangement. On construisit un pont sur l'eau entre le port et le bateau de Maria Caterina. Ainsi les deux fiancés s'avancèrent l'un vers l'autre de la même distance et la rencontre se fit sur la mer.
De cette union naquirent deux fils : Honoré IV (1758-1819) Joseph (1767-1816).
Au début, le ménage fut heureux. Le couple résidait à Matignon. Maria Caterina, recluse à Matignon ne prenait pas part aux réceptions de la cour, elle dansait et sortait peu et elle ne comptait qu'un unique ami, le prince de Condé, dont Honoré fut très vite jaloux. Les premiers temps, Honoré exigeait de son épouse qu'elle rédige chaque jour ses carnets de pensées où elle couchait sur le papier tout ce qui lui avait traversé l'esprit. Maria se plia dans un premier temps avec bonne volonté à ce contrôle de sa pensée. Puis Honoré la délaissa, la faisant même surveiller. Un jour, Maria fut laissée seule plusieurs minutes avec un beau cavalier. Celui-ci entreprit d'aider la princesse à ouvrir un secrétaire dont la serrure était coincée. Cet événement fit dire à la duchesse de Valentinois que ce cavalier était bien nigaud de si mal occuper son temps avec la plus belle femme de France, délaissée par son mari et curieuse de la vie qui plus est !

### La séparation
À la suite de cet événement, les soupçons d'Honoré s'accrurent et la vie de Maria devint vite invivable. Enfin, un jour, elle s'enfuit et rentra dans un couvent. Elle en fut sortie par les suppliques de sa belle-sœur. Mais un jour de 1770, apprenant qu'Honoré projetait de l'enfermer à Monaco et ne souhaitant pas terminer son existence dans l'atmosphère somme toute provinciale de Gênes où elle aurait pu se réfugier, la princesse sortit dans la matinée comme à son habitude mais le soir, elle ne rentra pas. Le prince apprit alors qu'elle était entrée dans un couvent, non loin du Mans, dont l'évêque était un Grimaldi. Honoré III en appela à la médiation du parlement de Paris. L'instruction prit fin quand Louis XV, sur les conseils du chancelier Maupeou, abolit les parlements. Quand Louis XVI les rétablit en 1774, la princesse vivait déjà avec le prince de Condé, Louis Joseph de Bourbon, Honoré ne se souciait plus que de ses nombreuses maîtresses et la séparation de corps avait été officiellement prononcée le 9 janvier 1771.
Après sa séparation, Maria Caterina écrira qu'Honoré, par ce mariage, satisfaisait ses trois principaux vices : « l'avarice », en récupérant une dot fabuleuse, « la galanterie », en épousant l'une des plus jolies personnes de son temps et « la jalousie », car en épousant une Génoise, sa voisine, il tenait son épouse à sa merci alors qu'une Française aurait pu trouver des appuis à Versailles.
Tout de suite après sa séparation d'avec le prince de Monaco, Maria Caterina s'en alla vivre avec le prince de Condé, qui fut l'amour de sa vie.
Sur la rive gauche, Marie-Catherine charge Alexandre-Théodore Brongniart, en 1774, de construire à l'extrémité de la rue Saint-Dominique, sur un terrain vendu par le banquier de Laborde, un hôtel destiné égaler l'hôtel de Matignon qu'elle vient de quitter. La construction de l'hôtel de Monaco est achevée en 1777. Brongniart a abandonné le plan classique de l'hôtel particulier parisien pour édifier un palais de plan rectangulaire entre cour et jardin. Le logis, double en profondeur, ménage une double enfilade de pièces de réception. La façade sur la cour est animée en son centre par une rotonde et ornée d'un ordre toscan tandis qu'un ordre ionique colossal décorait la façade sur jardin. Commanditaire du premier hôtel, il est Passé au maréchal Davout puis à un banquier anglais qui le transforme complètement, il ne reste plus rien de l'œuvre de Brongniart. Cet hôtel est actuellement l'ambassade de Pologne.
C'est la princesse de Monaco qui recommande Brongniart à son amant, le prince de Condé, lorsque celui-ci cherche un architecte pour bâtir, à proximité de sa résidence du Palais Bourbon, l'hôtel qu'il destine à sa fille, Louise Adélaïde de Bourbon (1757-1824), dite « Mlle de Condé ». L'hôtel est édifié en 1781-1782 sur ce qui est aujourd'hui la rue Monsieur, sur un terrain appartenant à Brongniart et sa femme.
Une autre Brignole résidera d'ailleurs de nombreuses années à Matignon, il s'agit de la petite-nièce de Maria Caterina, Maria Brignole Sale, duchesse de Galliera.

### Princesse de Condé
Veuve depuis 1795, Maria Caterina Brignole se remarie enfin le 24 octobre 1798 avec Louis Joseph de Bourbon (1736-1818), prince de Condé, chef des émigrés et de l'Armée de Condé. Elle dut vivre bourgeoisement avec son époux en Angleterre, dépensant sa formidable richesse à financer les armées des émigrés.
Ils s'aimaient tendrement et vivaient déjà ensemble depuis de très nombreuses années alors que Maria Caterina était toujours l'épouse du prince de Monaco. Contrairement à la précédente, cette union fut donc un mariage d'amour.
Elle meurt le 18 mars 1813 à Wimbledon. Son enterrement dut être financé par la famille royale britannique.

## Titulature
- 7 octobre 1737 - 5 juillet 1757 : Donna Maria Caterina Brignole,
- 5 juillet 1757 - 19 janvier 1793 : Son Altesse Sérénissime la Princesse de Monaco,
- 19 janvier 1793 - 24 octobre 1798 : Son Altesse Sérénissime la Princesse douairière de Monaco,
- 24 octobre 1798 - 13 mars 1813 : Son Altesse Sérénissime la Princesse de Condé.